# مقاطعة مونرو (نيويورك)
مقاطعة مونرو (بالإنجليزية: Monroe County)‏ هي إحدى المقاطعات في ولاية نيويورك في الولايات المتحدة الأمريكية.

## أعلام
- روبرت جي. إليوت
- ألمون براون ستراوغر
- بول ديمبسي
- ماي رايلي سميث
- ديفيد دايموند